# مارك سيل
مارك سيل (بالإنجليزية: Mark Sale)‏ هو لاعب كرة قدم بريطاني في مركز الهجوم، ولد في 27 فبراير 1972 في Burton upon Trent ‏ في المملكة المتحدة. لعب مع برمنغهام سيتي وبريستون نورث إيند وروشدين ودايموندز وستوك سيتي وكامبريدج يونايتد وكولتشستر يونايتد ونادي بليموث أرجايل ونادي تاموورث ونادي توركي يونايتد ونادي دونكاستر روفرز ونادي مانسفيلد تاون ونادي هدنسفورد تاون.

## وصلات خارجية
- مارك سيل على موقع قاعدة بيانات كرة القدم.إي يو (الإنجليزية)
- مارك سيل على موقع Soccerbase.com (لاعب) (الإنجليزية)